# Julia Arthur
Julia Arthur (3 de mayo de 1869 – 28 de marzo de 1950) fue una actriz teatral y cinematográfica canadiense.

## Primeros años
Su verdadero nombre era Ida Lewis, y nació en Hamilton (Ontario), Canadá. Sus padres eran Thomas J. Lewis, un fabricante de tabaco, y Elizabeth Arthur. Su hermana menor, Eleanor Letitia Lewis, fue una actriz que tenía como nombre artístico "Eleanor Dorel."
Ida Lewis  empezó a actuar a los 11 años de edad, en 1879, cuando hizo el papel de Gamora, de la pieza The Honeymoon, en unas representaciones de aficionados puestas en escena en su propia casa. Teniendo en cuenta su edad, demostraba una gran habilidad, con lo cual ya apuntaba a un brillante futuro. Su primera actuación profesional tuvo lugar en 1880 con la compañía de repertorio de Daniel Bandmann, en el papel de Príncipe de Gales en Ricardo III, utilizando a partir de entonces el nombre artístico por el que fue conocida, Julia Arthur. Su primer éxito teatral en la ciudad de Nueva York tuvo lugar en el Teatro Union Square con la obra "The Black Masque." 
A los 12 años de edad, en 1881, fue primera actriz interpretando papeles como el de Ofelia, Julieta, Porcia, lady Macbeth, lady Anne en Ricardo III, entre otros, y permaneciendo con la compañía Bandmann hasta 1884. Tras ello siguió un año de estudios en Alemania. Tras finalizar los mismos, en 1885 entró en una compañía de repertorio de California, haciendo también primeros papeles en obras modernas, entre ellas Galley Slave, Called Back, Two Orphans, Woman Against Woman, Captain Swift, Colleen Bawn, Arrah na Pogue, Jim the Penman, The Silver King, Uncle Tom's Cabin, The Still Alarm, Peril, Divorce, y The Private Secretary.
En febrero de 1895 actuó en Londres con la compañía de Sir Henry Irving, interpretando a Rosamond en "A" Becket." Posteriormente viajó en gira con la misma compañía por los Estados Unidos. 

## Carrera en su madurez
En febrero de 1892 consiguió su primer gran éxito real interpretando en el Teatro Union Square de Nueva York a la Reina en la pieza The Black Masque. Esta actuación le dio la fama, y a partir del estreno subió su cotización. Pocas semanas después fue la primera actriz en la compañía de repertorio de A.M. Palmer, entonces considerada la mejor del país. Con ella fue Jeanne en Broken Seal, Letty Fletcher en Saints and Sinners, y Lady Windermere en Lady Windermere's Fan – su debut en el circuito de Broadway  el 5 de febrero de 1893. Pero su mayor éxito fue su papel en Mercedes, una obra de Thomas Bailey Aldrich. 
La segunda actuación de Arthur en Broadway fue con Sister Mary, representada desde el 15 al 29 de mayo de 1894. Ese mismo año fue a Inglaterra, debutando en Londres el 1 de febrero de 1895 como primera actriz, y trabajando junto a Ellen Terry en el Teatro Lyceum de Henry Irving. Allí fue Elaine en King Arthur, Sophia en Olivia', la Reina Ana en Ricardo III, Rosamond en Becket, y Imogene en Cimbelino, siendo este último su mejor papel. 
En 1896 volvió a América con la compañía Irving-Terry, siendo tan calurosamente recibida que decidió actuar al año siguiente con una compañía propia. El 14 de octubre de 1897 presentó una dramatización de la novela de Frances Hodgson Burnett A Lady of Quality, encarnando en la misma a Clorinda Wildairs. La obra se estrenó en Broadway el 1 de noviembre de 1897.

## Matrimonio

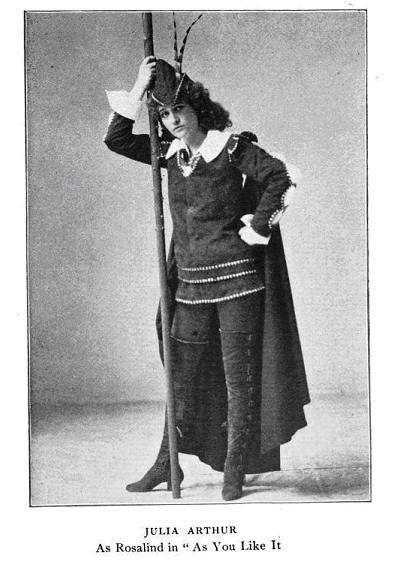

Arthur se casó en Covington (Kentucky) el 23 de febrero de 1898 con Benjamin Pierce Cheney, Jr., único hijo del rico propietario del Centro de Horticultura Elm Bank. Residieron en Boston, disponiendo de una propiedad veraniega en Calf Island, Massachusetts. El matrimonio fue cliente del Museo de Bellas Artes de Boston, donando al mismo un buen número de antigüedades. La pareja no tuvo hijos.
El 3 de octubre de 1898 hizo por vez primera el papel de Parthenia en su propia producción de Ingomar, repitiendo el éxito del año anterior. El 28 de noviembre de 1898 produjo Como gustéis en el Wallack's de Nueva York, y su papel de Rosalind fue reconocido como uno de los mejores de la escena estadounidense.
El 24 de octubre de 1899 Arthur volvió a Broadway para actuar en More than Queen, la cual se representó hasta noviembre de ese año.

## Cine
Con su creciente éxito teatral, a Julia Arthur se le ofreció la oportunidad de trabajar en la incipiente industria cinematográfica. Su primer film mudo fue Barbara Fritchie: The Story of a Patriotic American Woman, producción de 1908 de Vitagraph Studios dirigida por James Stuart Blackton. De las diez cintas en las que actuó, casi todas fueron dirigidas por Blackton. Su última actuación cinematográfica tuvo lugar en 1919 en The Common Cause, un film en beneficio de las víctimas de la Primera Guerra Mundial. Fue producido por la "Stage Women's War Relief Fund," una organización caritativa creada por los trabajadores teatrales.
Arthur actuó de nuevo en Broadway en The Eternal Magdalene, estrenada el 1 de noviembre de 1915, permaneciendo en cartel hasta enero de 1916. Ella dirigió, produjo e interpretó Seremonda, representada en Broadway desde el 1 de enero de 1917 hasta marzo de ese año, y el 17 de mayo de 1918 repuso Out There en Broadway.

## Últimos años
Julia Arthur se depidió de Broadway con Macbeth, interpretando a Lady Macbeth junto a Lionel Barrymore. La obra se estrenó el 17 de febrero de 1921.
Benjamin P. Cheney, Jr., falleció cerca de Kingman (Arizona), el 5 de junio de 1942, y Julia Arthur en Boston, Massachusetts, el 28 de marzo de 1950.

## Filmografía

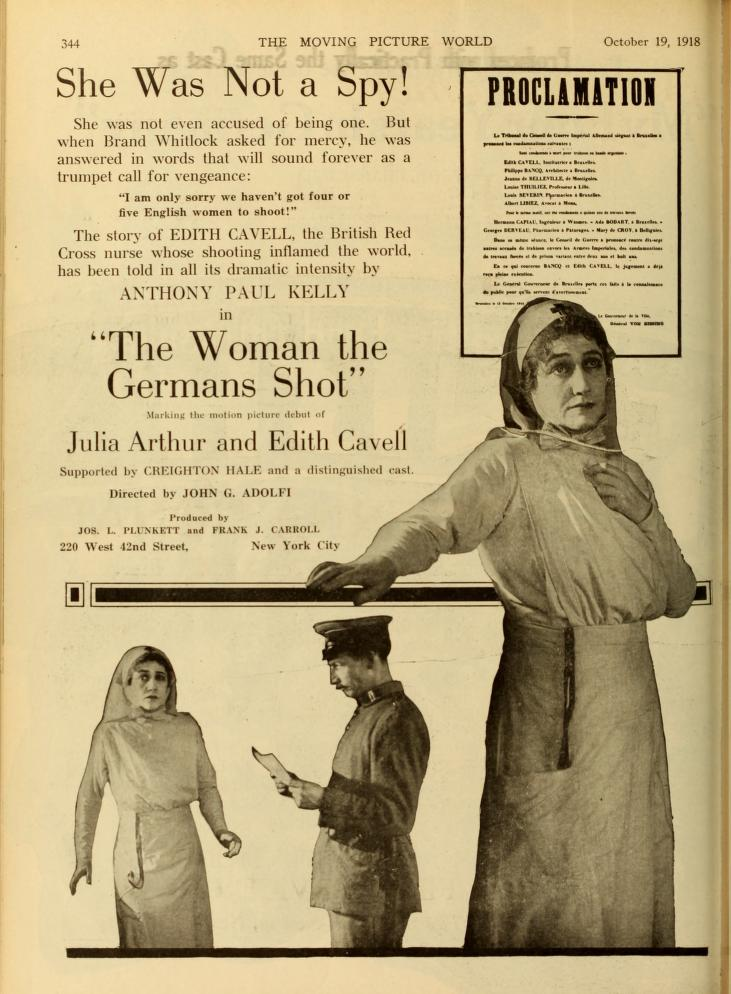
The Woman the Germans Shot (1918)

- Barbara Fritchie: The Story of a Patriotic American Woman (1908)
- Ruy Blas (1909)
- King Lear (1909)
- The Life of Napoleon (1909)
- Napoleon, the Man of Destiny (1909)
- The Life of Moses (1909)
- Uncle Tom's Cabin (1910)
- The Woman the Germans Shot (1918)
- His Woman (1919)
- The Common Cause (1919)